# Bayabas
Bayabas ist eine philippinische Stadtgemeinde in der Provinz Surigao del Sur. Sie hat 8164 Einwohner (Zensus 1. August 2015).

## Baranggays
Bayabas ist politisch in sieben Baranggays unterteilt.
- Amag
- Balete (Pob.)
- Cabugo
- Cagbaoto
- La Paz
- Magobawok (Pob.)
- Panaosawon